# Gabrielle Scollay
Gabrielle Scollay (ur. 14 lutego 1990 r. w Newcastle, Australia) − australijska aktorka, znana z serialu Na wysokiej fali.
Aktorka pochodzi z rodziny związanej z surfingiem. Dlatego rola Amy w Na wysokiej fali (Blue Water High) była dla niej idealna.

## Życiorys
Gabrielle Scollay urodziła się 6 kwietnia 1989 roku w Australii. Zagrała Amy Reed w 2 serii serialu "Blue Water High". Jej hobby to sport i malowanie. W 2007 roku zagrała w filmie "Dangerous". Ma dwóch starszych braci: Toma i Joela. Wychowywała się w mieście Forster.

## Filmografia
- Na wysokiej fali "Blue Water High" jako Amy Reed (26 epizodów, 2006)
- "Dangerous" jako Catriona (6 epizodów, 2007)